# Ходзькі
Ходзькі (пол. Chodźki) — село в Польщі, у гміні Рачки Сувальського повіту Підляського воєводства.
Населення — 139 осіб (2011).
У 1975-1998 роках село належало до Сувальського воєводства.

## Демографія
Демографічна структура станом на 31 березня 2011 року:
|          | Загалом | Допрацездатний вік | Працездатний вік | Постпрацездатний вік |
| -------- | ------- | ------------------ | ---------------- | -------------------- |
| Чоловіки | 73      | 15                 | 54               | 4                    |
| Жінки    | 66      | 14                 | 38               | 14                   |
| Разом    | 139     | 29                 | 92               | 18                   |